# Kara Fatima Khanum
|  | No s'ha de confondre amb Kara Fatma, militar de la Guerra d'independència turca.. |

Kara Fatima Khanum (en kurd, Fata Reş i traduït com a Fàtima, la Dama Negra) fou una líder tribal i comandant militar kurda de Maraix. La seva vida va transcórrer durant el segle xix, possiblement entre 1820 i 1865, per bé que no hi ha referències bibliogràfiques precises sobre les dates exactes en què va viure. Fou la responsable de dirigir una milícia kurda a la Guerra de Crimea per tal de demostrar la seva lleialtat a l'Imperi Otomà després de l'empresonament del seu marit, el líder tribal. Segons l'historiador local de Maraix Cezmi Yurtsever, el seu nom real fou el d'Asiye Hanım —procedent d'Andirin.

## Participació en la Guerra de Crimea
Khanum va arribar a Constantinoble al començament de la Guerra de Crimea amb una comitiva d'uns 300 cavallers per demanar una audiència amb el padixah per tal que mostrés suport i oferís assistència. Les dates exactes semblen incertes; l'acadèmic expert en història kurda Michael Gunter va suggerir que hauria lluitat durant la Guerra russoturca de 1877 i 1878.
Diversa informació sobre la seva faceta militar es conserva a través de la premsa de l'època. El Chicago Tribune la va descriure com «la guerrera terrible del Kurdistan». El diari assenyalà que el govern otomà li proporcionava un estipendi mensual i la descrigué com a «alta, prima, amb la cara bruna i desconcertada; les seves galtes són del color del pergamí i el rostre està ple de cicatrius». També tingué una aparició destacada a la revista anglesa The Illustrated London News l'any 1854, que li dedicà un article llarg i una il·lustració de pàgina completa sobre la seva arribada, seguida d'una gran comitiva de cavalleria muntada de la seva tribu, a Constantinoble. El rotatiu la va descriure com a:
| «                                                 | La reina, o profetessa –perquè està dotada d'atributs sobrenaturals– és una vella de pell fosca i d'uns seixanta anys, sense cap rastre d'amazona al seu aspecte, tot i que porta el que sembla estar destinat a l'abillament masculí, i munta un corser amb la destresa del seu seguici de guerrers. L'acompanyen dues criades, com ho farien amb un vestit masculí, i portada a través del Bòsfor amb una banda selecta de seguidors, cap a una mena de barraca a Istambul. | » |
| — 22 d'abril de 1854, The Illustrated London News | |   |